# Голдберг, Денис
Денис Теодор Голдберг (англ. Denis Theodore Goldberg; 11 апреля 1933, Кейптаун, ЮАР— 29 апреля 2020, там же) — южноафриканский общественно-политический деятель, принимавший активное участие в борьбе с апартеидом. Он был обвиняемым под № 3 в процессе Ривонии вместе с более известными Нельсоном Манделой и Уолтером Сисулу (он также был самым молодым из обвиняемых). Затем был заключён в тюрьму на 22 года вместе с другими ключевыми участниками движения против апартеида в Южной Африке. После своего освобождения в 1985 году он продолжал кампанию против апартеида из Лондона до её окончательного демонтажа после выборов 1994 года. Он вернулся в ЮАР в 2002 году и в 2015 году основал некоммерческий фонд Denis Goldberg Legacy Foundation Trust. В июле 2019 года у него был диагностирован рак лёгких, от которого он скончался в апреле следующего года.

## Биография

### Ранние годы
Денис Теодор Голдберг родился 11 апреля 1933 года в Кейптауне, Южная Африка, и вырос в семье, которая приветствовала в своем доме людей всех рас. Он был сыном Анни (Файнберг), швеи, и Сэма Голдберга, водителя грузовика. Его родители родились в Лондоне, в семье литовских евреев, эмигрировавших в Англию в конце XIX века. Оба родителя были политически активными коммунистами, когда жили в Лондоне, а после переезда в Кейптаун играли активную роль в местном Вудстокском отделении Коммунистической партии Южной Африки.
В марте 1950 года, в возрасте 16 лет, Голдберг начал изучать гражданское строительство в Кейптаунском университете. На последнем курсе он встретил Эсме Боденштейн, которая тоже происходила из семьи, принимавшей активное участие в коммунистической партии, и они поженились в январе 1954 года. Их дочь Хилари родилась в 1955 году, а сын Дэвид — в 1957 году.

### Активизм против апартеида в ЮАР

#### Общество современной молодежи
Боденштейн входила в комитет Общества современной молодёжи без расовой сегрегации (MYS), благодаря которому Голдберг подружился с Андимбой Тойво Я Тойво, который позже стал одним из основателей СВАПО (Организация народов Юго-Западной Африки) и лидеров независимой Намибии. Деятельность MYS была направлена на повышение осведомленности и солидарности с помощью различных средств, включая распространение газеты «New Age», агитацию по домам и проведение вечерних уроков для просвещения и политизации трудящихся. Гольдберги также стали участниками Конгресса демократов. Хотя эти действия не были незаконными согласно тогдашнему законодательству, пара и другие активисты постоянно подвергались преследованиям со стороны полиции безопасности, которая собирала досье на участников.

#### 1955: Конгресс народа
В 1953 году выдающийся темнокожий учёный З. К. Мэтьюз предложил организовать «Народный Конгресс», чтобы собрать и задокументировать требования народа. По всей Южной Африке были созданы организационные комитеты, и Голдберг присоединился к комитету Кейптауна. Ему поручено организовать жителей отчаянно бедного неформального поселения Лойоло в Саймонстауне. Каждые выходные он посещал Лойоло, чтобы помочь общине выбрать своего представителя. После того, как его заметила там полиция безопасности, он был уволен с работы на Южноафриканских железных дорогах.
Делегаты Западно-Капской провинции были остановлены полицией безопасности и отправлены в тюрьму, чтобы не допустить их участия в Народном Конгрессе в Клиптауне, но 25-26 июня 1955 года там собрались 3000 делегатов, и была принята Хартия свободы. Это движение привело к формированию Альянса Конгресса, объединившего четыре расовых политических движения против апартеида: Африканский национальный конгресс (АНК), Конгресс демократов (COD), Южноафриканский индийский конгресс (SAIC). и Конгресс цветных народов (КПК) в одно большое многонациональное движение, иногда называемое хартистами.

#### 1960: первый тюремный опыт
В 1957 году Голдберг вступил в Коммунистическую партию (которая была запрещена в 1950 году). Он был арестован 30 марта 1960 года за поддержку забастовщиков после расстрела в Шарпевиле 21 марта 1960 года. Вместе со своей матерью он провёл четыре месяца в тюрьме без суда и следствия, а затем потерял работу, работая на строительстве электростанции Атлон, что увеличило нагрузку на Эсме. Столкнувшись с аналогичными обстоятельствами, несколько товарищей покинули страну.

#### 1961—1963: вооруженное сопротивление
По мере того, как правительство стало использовать всё более жестокие методы для подавления мирных протестов, Голдберг и другие выступили за переход к вооруженной борьбе. Когда в декабре 1961 года было образовано подпольное вооружённое крыло АНК «Умконто ве Сизве»(«Копье нации», МК), Гольдберг стал его техническим офицером. Цель заключалась в том, чтобы действовать только против таких объектов, как опоры электропередач, и избежать травм или гибели людей. Голдберг помог организовать тренировочный лагерь в Мамре, недалеко от Кейптауна, в декабре 1962 года. Позднее лагерь был признан первым учебным центром МК в Южной Африке; однако из-за интереса полиции безопасности от него пришлось отказаться раньше времени. Участие Голдберга в лагере было частью обвинений, с которыми он позже столкнулся на процессе в Ривонии.
После волны диверсионных атак правительство приняло два закона. Закон о 90-дневном задержании 1963 года позволял полиции безопасности задерживать человека на 90 дней без предъявления обвинений и без доступа к адвокату, а Закон о саботаже 1962 года изменил бремя доказывания, потребовав от обвиняемых доказывать свою невиновность. МК решил, что Голдбергу необходимо покинуть страну для обучения в другом месте на некоторое время, но сначала ему нужно было отправиться в Йоханнесбург, чтобы получить разрешение от Верховного командования МК.
В Йоханнесбурге 26 июня в День свободы Голдберг помогал в радиопередаче речи находившегося под следствием Вальтера Сисулу, чтобы показать людям, что АНК всё ещё действует, несмотря на репрессии. Радиопередатчик сконструировал Лайонел Гей, преподаватель физики в университете Витватерсранда.

### Арест и тюремное заключение

#### Июль 1963 года: арест в Лилислифе
11 июля 1963 года полиция безопасности совершила налет на ферму Лилислиф в Ривонии в северном пригороде Йоханнесбурга. Голдберг был арестован на ферме вместе с несколькими другими активистами, включая Уолтера Сисулу, Гована Мбеки, Раймонда Мхлабу и Расти Бернстайна.
Голдберга многократно подвергали агрессивным допросам, иногда угрожали повешением, а иногда предлагали сдать своих товарищей. Ему рассказали о смерти его друга Луксмарта Нгудле в тюрьме. Эсме также была арестована и содержалась под стражей в соответствии с Законом о 90-дневном заключении в течение 38 дней жестокого обращения. 8 октября 1963 года, по истечении 90-дневного срока содержания под стражей, Голдбергу и другим были предъявлены обвинения в правонарушениях в соответствии с Законом о саботаже. Нельсон Мандела находился в тюрьме во время налёта, но документы, найденные в Лилислифе, позволили властям добавить его в качестве сообвиняемого. Последующее судебное разбирательство стало известно как «процесс Ривонии».

#### 1963—1964: процесс Ривонии
На следующий день после предъявления обвинения Голдберг и его сообвиняемые встретились со своими адвокатами — Брамом Фишером, Джоэлем Йоффе, Артуром Часкалсоном и Георгиосом (Джорджем) Бизосом — которые сообщили о высокой вероятности смертного приговора. Голдберг, пытаясь защитить Манделу и других лидеров, предложил взять на себя ответственность, заявив, что он превысил свои инструкции в отношении производства оружия. Это предложение было отклонено его товарищами. Был обсужден план побега, и Голдберг настоял на том, чтобы Эсме и дети отправились в изгнание, опасаясь за их жизнь (те уехали в Великобританию в декабре 1963 года, но Голдбергу сбежать не удалось).
После того, как двое обвиняемых сбежали, 12 июня 1964 года был вынесен приговор: Бернстайн был оправдан, а Боб Хеппл освобожден; все остальные были признаны виновными. Судья отказался вынести смертный приговор; вместо этого восемь из осужденных были приговорены к четырем срокам пожизненного заключения каждый. В 31 год Голдберг был самым молодым из осужденных и единственным белым из них. Его мать, которая была в суде для вынесения приговора, не слушала судью, и на ее вопрос «Что сказал судья?» Голдберг ответил: «Жизнь, и жизнь прекрасна».

#### Июнь 1964 года: Центральная тюрьма Претории
Голдберга отправили в отделение белых центральной тюрьмы Претории, а остальных отправили на остров Роббен. Как и другие, он не обжаловал приговор. В основном он был один в своей камере по 16—18 часов в сутки. Заключенным запрещалось разговаривать между собой, а тяжелые условия часто приводили к болезням и психологическому стрессу.
Через четыре года Эсме впервые разрешили посещение, но ограничили пятью получасовыми визитами; еще через четыре года ей снова разрешили свидание, но после этого больше никогда не позволяли, без объяснения причин. Через восемь лет его детям разрешили навещать его и позволяли физический контакт с ним, пока они не достигли 16-летнего возраста; кроме них, физический контакт запрещался.
Каждые шесть месяцев разрешалось только одно письмо на 500 слов, но даже оно часто подвергалось цензуре. После освобождения Голдбергу передали пачку писем, отправленных Эсме; во время заключения ему сказали, что они так и не прибыли. В то время как он был в тюрьме, а затем и впоследствии, дом Эсме в Ист-Финчли на севере Лондона был убежищем для многих южноафриканских политических беженцев.
Оба родителя Голдберга умерли, пока он находился в тюрьме. Они расстались, и его мать Энни переехала жить с Эсми и детьми в Великобританию. За день до освобождения Голдбергу разрешили под охраной посетить могилу отца.
Брам Фишер возглавлял команду юристов на судебном процессе в Ривонии. В 1966 году он присоединился к Гольдбергу в тюрьме после того, как был приговорен к пожизненному заключению за «отстаивание целей коммунизма» и «заговор с целью свержения правительства». Когда в 1974 году Фишер сильно заболел, Гольдберг вёл подробный дневник медицинской помощи. Впоследствии дневник был тайно вывезен из тюрьмы. Когда Фишеру с опозданием диагностировали неизлечимый рак, Голдберг помогал ухаживать за ним. Только незадолго до смерти Фишеру разрешили покинуть тюрьму, перейдя под домашний арест в доме своего брата в Блумфонтейне.
В 1977 году Голдберг, который изучал право, вместе с восемью сокамерниками возбудил дело против министра тюрем и комиссара тюрем, прося дать им право получать газеты, утверждая, что с ними обращались более жестко, чем с другими заключенными, и лишали даже доступа к новостям и прессе. Дело сначала слушалось в Верховном суде Трансвааля, и решение было вынесено в пользу государства. Дело было подано на апелляцию в Верховный апелляционный суд, где было установлено, что, хотя комиссар имел исключительное право определять, как можно обращаться с заключенными, суд может «испытывать серьезные сомнения относительно мудрости или разумности такого решения». После вынесения приговора тюрьму посетил судья Джон Весселс в сопровождении первого заместителя комиссара генерала Яна Ру. В присутствии Голдберга Вессельс сказал, что уверен, что Ру позаботится о том, чтобы они получили газеты и журналы по своему выбору. В сентябре 1980 года Голдбергу сказали, что он может заказывать газеты — через 16 лет после приговора он и некоторые из его товарищей по заключению смогли получить доступ к новостям, когда они достигли определенного уровня в тюремной системе.

##### 1979: побег товарищей
В июне 1978 года в тюрьму прибыли Тим Дженкин и Стивен Ли, осужденные на 12 лет за политическую деятельность. Вскоре после прибытия Дженкин сообщил Голдбергу, что планирует сбежать, и попросил его помочь спрятать деньги, которые он ввез контрабандой. Со временем эволюционировали различные версии плана побега, при этом размер группы побега увеличивался до восьми человек, включая в определённый момент и Голдберга.
Гольдберг понимал, что побег дорого обойдется движению, так как спровоцирует жесткое подавление властей; по этой причине, а также чтобы получить помощь с логистикой побега, он должен был связаться со своими товарищами из АНК. Он смог сделать это с помощью закодированных писем, отправленных Баруху Хирсону в Лондон, с которым он отбыл девятилетний срок, поскольку они создали тайный код для связи между собой. Затем Хирсон связался с Джо Слово в Мозамбике, договорившись о машине для спасения и других деталях.
По мере развития плана стало ясно, что для того, чтобы побег был успешным, его нужно ограничить тремя людьми, поскольку окончательный план зависел от того, чтобы какое-то время прятаться в крохотном шкафу, в котором могли поместиться только три худых человека. Подготовка к побегу вызвала некоторые разногласия среди политических заключенных, в том числе Дэвида Рабкина, Джереми Кронина и Раймонда Саттнера, но они остались товарищами и все каким-то образом способствовали побегу. Голдберг отказался от побега, оставив троих, которые выполнили большую часть планирования и были основными движущими силами идеи с самого начала: Дженкин, Ли и Алекс Мумбарис. Голдберг помог отвлечь надзирателя, пока трое беглецов уходили; всем троим удалось бежать в соседние страны и на свободу.

##### 1985: освобождение по договорённости
Дочь Голдберга Хилари жила в кибуце в Израиле, где был создан комитет, чтобы попытаться добиться освобождения ее отца из тюрьмы. Херут Лапид, который проводил кампанию за освобождение еврейских заключенных по всему миру, подключился и начал лоббировать через политические контакты в Великобритании. Это было трудное время для Голдберга, так как он не знал позиции АНК и его товарищей, заключенных в тюрьму на острове Роббен, в отношении его возможного освобождения. Поскольку он был изолирован, у него было мало возможностей для консультации; однако ему было передано сообщение, что АНК, в том числе на острове Роббен, одобряет инициативы его дочери и Херута Лапида.
В 1985 году эти текущие инициативы были дополнены политическими событиями. Под давлением США правительство предложило освободить политических заключенных, если они откажутся от насилия. Голдберг просил о встрече с Манделой и другими его товарищами в Кейптауне, но в этом было отказано. Главное условие, поставленное перед Голдбергом, заключалось в том, что он не будет участвовать в насилии в политических целях. Гольдберг согласился больше не быть солдатом, но не отрицал своего прежнего участия или необходимости вооруженной борьбы. В письме президенту П. В. Боте он подробно изложил свою позицию и согласился на «обязательство участвовать в нормальной мирной политике, которую можно свободно и осмысленно проводить». 28 февраля 1985 г., после 22 лет тюремного заключения, он был освобождён.
Находясь в тюрьме, Голдберг получил степени в области государственного управления, истории и географии, а также в области библиотечного дела в Университете Южной Африки и частично получил степень юриста.

### 1985—2002: свобода и изгнание в Лондоне
Голдберга доставили прямо из тюрьмы в аэропорт, чтобы вылететь в Израиль, где он воссоединился с женой и детьми.
Гольдберг отправился в изгнание в Лондон со своей семьей и возобновил свою работу в АНК в его лондонской штаб-квартире. 26 июня 1985 года, в 30-ю годовщину Конгресса народа (также известного как День свободы), в качестве представителя АНК он выступил с речью на Трафальгарской площади на митинге движения против апартеида (AAM), на котором также присутствовал лидер британской Лейбористской партии Нил Киннок, а в декабре того же года отправились в шестинедельный тур с лекциями по Скандинавии. Он представлял движение в Комитете ООН по борьбе с апартеидом, а также стал участником британского гражданского движения молодежи Woodcraft Folk. Его основная роль до 1994 года заключалась в том, чтобы заручиться поддержкой для международной борьбы с апартеидом, и с этой целью он много путешествовал по Европе и Северной Америке, давая выступления и интервью для СМИ. Он также установил прочные отношения с профсоюзами и людьми, которые продолжали поддерживать ЮАР после установления демократии.

#### 1994: конец апартеида
После первых нерасовых выборов в Южной Африке и инаугурации Нельсона Манделы президентом в 1994 году Голдберг решил не возвращаться в Южную Африку, в первую очередь для того, чтобы он мог остаться с Эсме, его детьми и внуками, которые хотели остаться в Британии.
Голдберг был вовлечен в первые дни Computer Aid International (основанной в 1996 году) и стал их почетным покровителем. Он основал организацию по развитию Community HEART в Лондоне в 1995 году, чтобы помочь улучшить уровень жизни чернокожих южноафриканцев. Community HEART собрал средства для таких организаций, как Rape Crisis Cape Town, а также для инициатив по обеспечению школ книгами и компьютерами. При поддержке немецких друзей он основал Community HEART eV в Эссене в Германии в 1996 году, где познакомился с немецкой журналисткой Эдельгард Нкоби. Впоследствии он много раз посещал Германию, научился говорить по-немецки и завел широкую сеть друзей.
В 2000 году Эсме умерла после экстренной операции по лечению гангренозной болезни кишечника. В 2002 году Голдберг и Нкоби поженились в Лондоне; всего через несколько дней его дочь Хилари внезапно умерла, когда Голдберг и Нкоби готовились вернуться в Южную Африку.

### 2002: возвращение в ЮАР
Голдберг вернулся в Южную Африку в 2002 году и до 2004 года был назначен специальным советником депутата Ронни Касрилса, министра водных и лесных ресурсов. Впоследствии он работал специальным советником Буйелвы Сонджики, преемницы .
Голдберг и Нкоби жили сначала в Претории, затем в Кейптауне. Нкоби умерла в 2006 году после длительной борьбы с раком.

## Позднейшая жизнь, смерть и наследие
Голдберг продолжал ездить в Германию и другие страны, чтобы рассказать о ЮАР и работе, необходимой для ее преобразования; в июне 2009 года он представил доклад под названием «Южная Африка, переход к демократии и запрет пыток» на семинаре в Университете Дюссельдорфа.
В 2009 году получил Орден Лутули за вклад в освободительную борьбу и службу народу ЮАР
В 2010 году он опубликовал автобиографию «Миссия: жизнь за свободу в Южной Африке» (новое издание вышло в 2016 году).
Как и многие ветераны антиапартеидной борьбы, Голдберг критиковал коррупцию в АНК после прихода того к власти. Выступая на BBC Radio 5 Live в январе 2016 года, он сказал, что «членам АНК необходимо обновить лидерство сверху и донизу».
23 января 2019 года заместитель президента АНК Дэвид Мабуза вручил Голдбергу высшую награду партии — медаль Изитваландве.
В июле 2019 года у Голдберга был диагностирован рак лёгких 4 стадии после того, как он потерял сознание во время турне по Германии. После обширной химиотерапии опухоль уменьшилась; однако в марте его рак вернулся.
Голдберг умер в своём доме в Хаут-Бэй незадолго до полуночи 29 апреля 2020 года.

## Сочинения
- Goldberg, Denis. The Mission : A Life for Freedom in South Africa. — STE, 2010.
- Goldberg, Denis. Mandela-Tambo : friends, comrades, leaders, legacy. — 2012. — «This paper was delivered as the Fourth lecture of the Mandela-Tambo lecture series, 13 September 2012. The lecture was organised by the City of Glasgow College and ACTSA Scotland in association with the SA High Commission. The Glasgow Mandela-Tambo lecture 2011.». — ISBN 9780955653834.
- Goldberg, Denis. A Life for Freedom: The Mission to End Racial Injustice in South Africa. — University Press of Kentucky, 2016. — ISBN 978-0813166858. (First 7 chapters available online)